# La Jeunesse d'Eupen
La Jeunesse d'Eupen was een Belgische voetbalclub uit Eupen. De club was aangesloten bij de KBVB met stamnummer 108. De club speelde in haar geschiedenis enkele seizoenen in de nationale reeksen.

## Geschiedenis
La Jeunesse d'Eupen werd opgericht in 1919, vlak na Wereldoorlog I waarbij de Oostkantons werden toegevoegd aan België. De toetreding tot de KBVB volgde op 26 oktober 1920. De club kreeg in 1926 het stamnummer 108.
In 1927 kon de club voor het eerst promoveren naar de nationale reeksen. La Jeunesse d'Eupen speelde hier tien opeenvolgende seizoenen. In het seizoen 1936/37 eindigde de club op een degradatie-plaats en zakte de club terug naar het provinciaal niveau. Na één seizoen kon de club alweer promoveren, maar het degradeerde onmiddellijk weer.
Door het uitbreken van Wereldoorlog II was de club niet meer actief. In 1945 volgde een fusie met een andere club uit Eupen: FC Eupen 1920 (stamnummer 92). Samen vormden ze AS Eupen met stamnummer 4276. Door de toenmalige regelgeving nam men niet het stamnummer van één van de fuserende clubs aan, maar werd er een nieuw stamnummer toegekend aan de fusieclub. AS Eupen wordt echter wel beschouwd als de verderzetting van La Jeunesse d'Eupen.

## Resultaten
| Seizoen | Klasse | Klasse | Klasse | Klasse | Reeks             | Punten | Opmerkingen |
|         | I      | II     | III    | P.I    |                   |        |             |
| ------- | ------ | ------ | ------ | ------ | ----------------- | ------ | ----------- |
| 1927/28 |        |        | 7      |        | Bevordering C     | 26     |             |
| 1928/29 |        |        | 10     |        | Bevordering C     | 24     |             |
| 1929/30 |        |        | 10     |        | Bevordering C     | 24     |             |
| 1930/31 |        |        | 6      |        | Bevordering C     | 28     |             |
| 1931/32 |        |        | 6      |        | Bevordering D     | 28     |             |
| 1932/33 |        |        | 4      |        | Bevordering D     | 26     |             |
| 1933/34 |        |        | 4      |        | Bevordering D     | 30     |             |
| 1934/35 |        |        | 6      |        | Bevordering D     | 27     |             |
| 1935/36 |        |        | 9      |        | Bevordering A     | 21     |             |
| 1936/37 |        |        | 12     |        | Bevordering B     | 20     |             |
| 1937/38 |        |        |        | ?      | Eerste prov. Luik | ?      |             |
| 1938/39 |        |        | 12     |        | Bevordering A     | 19     |             |